# San Elías (Guanajuato)
San Elías es una localidad del estado mexicano de Guanajuato. Es parte del municipio de Celaya.

## Toponimia
El nombre «San Elías» hace referencia al santo patrono de la localidad: Elías el Profeta .

## Demografía
| Gráfica de evolución demográfica |
|                                  |

| Censo | Población |
| ----- | --------- |
| 1900  | 316       |
| 1910  | 396       |
| 1921  | 490       |
| 1930  | 365       |
| 1940  | 358       |
| 1950  | 443       |
| 1960  | 530       |
| 1970  | 779       |
| 1980  | 1 123     |
| 1990  | 1 659     |
| 2000  | 1 836     |
| 2010  | 2 200     |
| 2020  | 2 564     |